# Macrodactylus marginicollis
Macrodactylus marginicollis är en skalbaggsart som beskrevs av Moser 1919. Macrodactylus marginicollis ingår i släktet Macrodactylus och familjen Melolonthidae. Inga underarter finns listade i Catalogue of Life.